# Bisina-tó
A Bisina-tó sekély, édesvizű tó Ugandában, Magoro városától délnyugatra, az Opeta-tótól nyugatra, Kumi városától északi irányban 15 kilométernyire, Sorotitól 20 kilométernyire keletre helyezkedik el a Karamoja füves síkságon. A Bisina-tó Kumi kerület, Katakwi kerület és Soroti kerület területén fekszik az Elgon-hegy lábánál. A tó Lake Salisbury néven is ismert az angol nyelvterületeken. A Bisina-tó az Opeta-tó felől kapja elsődleges vízutánpótlását, míg a tó vize a Kyoga-tó felé távozik. A Bisina-tó egyike Uganda 33 Fontos Madárvédelmi Területeinek és 2006 óta a Ramsari egyezmény által nemzetközileg is elismert madárvédelmi terület. Vízfelülete eléri a 190 négyzetkilométert. A tó egy 30 kilométer hosszú és 6,5 kilométer széles ártéri síkságon terül el.
A tó fontos szerepet tölt be a környék lakosságának életében. A helyiek főleg halászati, kereskedelmi és szállítási, valamint vízellátási célból hasznosítják a tó vizét. A tó környéki vizenyős területeken kiterjedt rizstermelés folyik. A vizes élőhelyek jelentős részét vették művelésbe az elmúlt időszakban a tó körül, hogy az újonnan meghódított területeken elsősorban rizst termeljenek.
A tündérrózsafélék egyik fajtájának ehető rizómája szintén fontos szerepet játszik a helyiek táplálkozásában, főleg a száraz évszakban.

## A tó élővilága

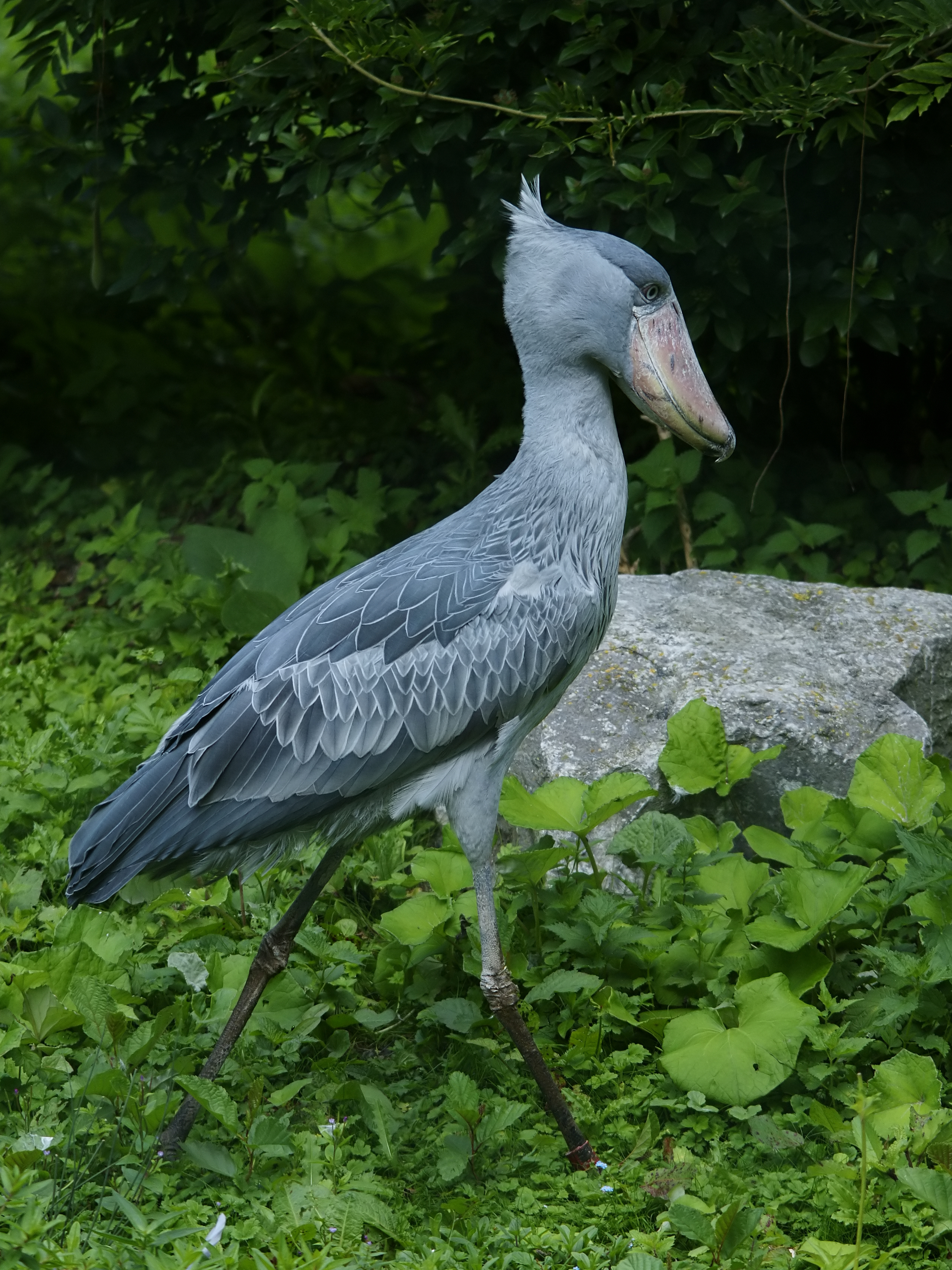
Papucscsőrűmadár, mely a Bisina-tó környékén is él.

A Bisina-tó környéki vízrendszer összesen 234 madárfajnak ad otthont. Az 1996-ban lefolytatott madártani és egyéb irányú kutatások eredményeképpen a kutatás ideje alatt összesen 194 madárfajt sikerült azonosítani, melyek közül 41 költözőmadár, míg 26 faj védett státuszú, veszélyeztetett madárfaj. A veszélyeztetett fajok közül itt él a papucscsőrű madár (Balaeniceps rex), a gyapjasfejű keselyű (Trigonoceps occipitalis), a fehérkarmú vércse (Falco naumanni), a fakó rétihéja (Circus macrourusi) és a bukázó sas (Terathopius ecaudatus). A tó mentén él Uganda egyik endemikus madárfaja a Malimbus nemzetségbe tartozó (Fox’s Weaver P spekeoides), amely egy püspökmadárféle. E madárfaj fészkéből 46 darabot számoltak össze 1996 augusztusában.
További fajok, melyek a Viktória-tó közelsége miatt itt is élnek: 
Laniarius mufumbiri bokorgébicsféle, északi barnatorkú püspökmadár (P.castanops), fehérszárnyú mocsáriposzáta (Bradypterus carpalis), (Cisticola carruthersi), amely a szuharbújófélék közé tartozik és még többek közt a Serinus nemzetségbe tartozó (Serinus koliensis) is.
A tó mentén nagy egyedszámban megtalálható a gyapjasnyakú gólya (Ciconia episcopus), az özvegy billegető (Motacilla aguimp), a hadadaíbisz (Bostrychia hagedash), a bütykös szárcsa  (Fulica cristata), a szürke légykapó (Muscicapa striata), a páfrány szuharbújó (Cisticola chubbi), a Lybiinae nemzetségbe tartozó sárgahátú bádogosmadár (Pogoniulus bilineatus), a sárgatorkú bülbül (Chlorocichla flavicollis) és a fokföldi sarlósfecske (Apus barbatus).
A tóban olyan halfajok is menedéket találnak, melyek a korábbiakban a Viktória-tóból és a Kyoga-tóból már kipusztultak a túlhalászás miatt.

## Halálos kimenetelű vízi balesetek a tónál
2012. február elsején 11 fő kívánt átkelni egy csónakon a Bisina-tavon, ám a viharos időjárás és a csónak túlterheltsége miatt a hajó elsüllyedt. Öt fő életét vesztette, köztük egy hároméves gyermek is, aki anyjával együtt ült a csónakban. Hat fő sikeresen megmenekült. A helyi lakosok a magas utazási költségek miatt választják a tavon való átkelést, mivel így megspórolhatják a Katakwi-Soroti-Kumi útvonal árát. A baleset után egy kompot helyeztek üzembe a tónál.

## Fordítás
Ez a szócikk részben vagy egészben  a   Lake Bisina című angol Wikipédia-szócikk ezen változatának fordításán alapul.  Az eredeti cikk szerkesztőit annak laptörténete sorolja fel. Ez a jelzés csupán a megfogalmazás eredetét és a szerzői jogokat jelzi, nem szolgál a cikkben szereplő információk forrásmegjelöléseként.